# 崔炅煥
崔 炅煥（チェ・ギョンファン、韓国語: 최경환、1955年2月27日 - ）は、韓国の政治家。第17・18・19・20代国会議員、企画財政部長官（第57代）、経済副首相、国務総理（首相に相当）権限代行、知識経済部長官（第2代、現在は産業通商資源部に改編）を歴任した。公職以外では、韓国女子バスケットボールリーグ(WKBL)総裁も務めた。

## 人物
本貫は慶州崔氏。
朴槿恵系議員の核心、重鎮と表現されるほど、朴の国政哲学を理解しているとされている。朴槿恵に対して機嫌を損ねないように直言でき、たとえ不快な顔をされても翌日にまた話すことができる人物とも評され、また朴槿恵も崔を行動派として信頼しているとされる。
政策としては大企業と中小企業の共存共栄を目指す経済民主化を支持する一方、成長に重点を置いており、財閥解体にも反対している。

## 来歴
1955年2月27日、慶尚北道慶山郡（現在の慶山市）出身。大邱高校、延世大学校経済学科を卒業後、アメリカのウィスコンシン大学で経済学博士を取得。1978年に行政考試に合格。韓国銀行、経済企画院勤務を経て、1997年、金泳三政権下で大統領秘書室の経済首席補佐官となった。1999年5月からは韓国経済新聞論説委員、後に同紙編集局副局長。
2004年5月にハンナラ党から国会議員（第17代）に初当選し、以後当選を重ねている。第4政策調停委員長を務め、当時ハンナラ党代表だった朴槿恵とともに行政首都移転に取り組み、2007年大統領選挙ではハンナラ党予備選挙にて朴槿恵陣営の総合状況室長を務め、2012年大統領選挙では崔をトップとした体制で朴槿恵陣営の実務準備を行うなど、朴槿恵との関係は深い。
2009年9月には知識経済部長官に就任し、任期中の2010年6月に知識経済R&D戦略企画団を立ち上げ、韓国における研究開発戦略の改革を行った。2011年1月に知識経済部長官を退任。
2013年5月にセヌリ党の院内代表に就任し、2014年5月に退任。2014年4月に発生したセウォル号沈没事故の責任をとって辞任を表明した鄭烘原国務総理の後任に名前が挙げられたこともある（結局は鄭が翌年まで続投した）。2014年7月からは企画財政部長官に就任（同ポストは経済副首相を兼任することと定められているため、同時に就任）。後述する、チョイノミクスと呼ばれる経済政策を打ち出し、景気対策に取り組んだ。
2015年4月、李完九首相が不正資金疑惑を理由として辞任を表明し、経済副首相の崔が首相権限代行を務めることとなった。6月18日に法務部長官の黄教安が後継の首相に就任し、崔は首相権限代行を退任した。2016年1月12日に企画財政部長官を退任し、これに伴い経済副首相も退任。4月13日の第20代総選挙でセヌリ党は大敗し、金武星前党代表とともに責任が問われた。
2018年1月4日、情報機関の国家情報院から巨額の賄賂を受け取っていたとして収賄の疑いで逮捕された。副首相兼企画財政部長官を務めていた2014年に、国家情報院の情報収集などに使われる特殊活動費の削減を防ぐため予算編成で影響力を行使するよう同院幹部から依頼を受け、見返りとして特殊活動費から1億ウォンを受け取っていた疑いが持たれている。2019年7月11日、大法院で賄賂罪などの判決が出され、懲役5年の有期刑を言い渡された。
2022年3月17日に安養刑務所から仮釈放された。大統領の恩赦ではなく刑務所側の行政処分であるため、予定された出所日までは住居地を管轄する警察署の保護観察を受け、身の自由に一定の制約を受けることになる。
2022年12月28日、尹錫悦政権の特赦措置により崔は仮釈放以前の残刑執行が全て免除され、同時に裁判所で刑の宣告を受けた者として仮釈放された場合の各種公民権の制限なども解除されるという特別復権の対象となり、拘束以前のような自由な身分となった。
2023年6月、第22代総選挙で崔は過去に4回も当選した慶尚北道慶山市の選挙区から出馬することを目指し、親朴系政治家の名誉回復を狙っているというニュースを韓国メディアが報道した。2023年6月22日付の上記地域の次期総選挙の世論調査の結果、崔が現職議員を10%以上抜いて1位を記録した。2024年1月には無所属で出馬することを宣言した。しかし、投開票の結果、国民の力の新人候補に敗れて落選した。

## チョイノミクス
崔が経済副首相就任後に打ち出した経済政策はチョイノミクス（초이노믹스）と呼称された。日本の安倍晋三内閣総理大臣によって進められた経済政策の通称アベノミクスにならって作られた造語(Choi+economics)とされる。
2014年7月に内需活性化と民生安定、経済革新を柱とした「新経済チームの経済政策方向」が発表され、これがチョイノミクスの原型とされている。主な政策には財政12兆ウォンと金融26兆ウォンを中心とした合計46兆ウォンの資金投入、不動産融資規制の一部緩和、景気刺激を目的にした税制改正、2015年度予算の増額（375.4兆ウォン、前年比＋19.6兆ウォン）などがある。発表直後は期待感が膨らみ株価上昇、住宅取引が活況を呈するなど効果が現れたが、大きな効果はすぐに収束し、実際の財政投入や金融支援などはそれほど執行されなかった。崔自身は2015年10月の時点では、チョイノミクスは満足するほどではないにせよ、成果が現れていると自己評価している。
なお、報道された安鐘範政策調整首席秘書官の業務手帳の内容によると、朴槿恵大統領はチョイノミクスという呼称に不満を表していたとされ、「チョイノミクスではなく、クネノミクスか創造ノミクスという用語が使われるようにせよ」と指示したとされる。実際、この指示事項が手帳に記されてから1カ月後、崔は国政監査でチョイノミクスの実体を尋ねる議員の質問に「メディアが名付けたものでチョイノミクスはない」とし「クネノミクスが正しい」と答えていた。